# Eleccions al Parlament Europeu de 2014 (Luxemburg)
Les eleccions al Parlament Europeu de 2014 a Luxemburg van ser les eleccions per a escollir la delegació de Luxemburg al Parlament Europeu, celebrades el 25 de maig de 2014.

## Resultats
| ← 2009 • 2014 • 2019 →                       |                                                   |                                              |                                              |         |        |      |        |     |
| Partit Nacional                              | Partit Nacional                                   | Partit Europeu                               | Candidat principal                           | Vots    | %      | +/–  | Escons | +/– |
|                                              | Partit Popular Social Cristià (CSV)               | PPE                                          | Viviane Reding                               | 126.888 | 37,65  | 6,29 | 3 / 6  | 0 = |
|                                              | Els Verds (DG)                                    | EGP                                          | Claude Turmes                                | 69.797  | 15,01  | 1.82 | 1 / 6  | 0 = |
|                                              | Partit Democràtic (DP)                            | ALDE                                         | Charles Goerens                              | 82.975  | 14,77  | 7,73 | 1 / 6  | 0 = |
|                                              | Partit Socialista dels Treballadors (LSAP)        | S&D                                          | Mady Delvaux-Stehres                         | 14.903  | 11,73  | 7,73 | 1 / 6  | 0 = |
|                                              | Partit Reformista d'Alternativa Democràtica (ADR) | ECR                                          |                                              | 9.994   | 7,53   | 0,14 | 0 / 6  | 0 = |
|                                              | L'Esquerra (Déi Lénk)                             | GUE/NGL                                      |                                              | 6.457   | 5,76   | 2,39 | 0 / 6  | 0 = |
|                                              | Partit Pirata (PP)                                | Cap                                          | Sven Clement                                 | 5.951   | 4,23   | nou  | 0 / 6  | 0 = |
|                                              | Partit per la Democràcia Integral (PID)           | Cap                                          |                                              | 1.820   | 1,82   | nou  | 0 / 6  | 0 = |
|                                              | Partit Comunista (KPL)                            | Cap                                          |                                              | 1.836   | 1,49   | 0,05 | 0 / 6  | 0 = |
| Vots vàlids                                  | Vots vàlids                                       | Vots vàlids                                  | Vots vàlids                                  | 203.772 | 90,07  |      |        |     |
| Vots en blanc i invàlids                     | Vots en blanc i invàlids                          | Vots en blanc i invàlids                     | Vots en blanc i invàlids                     | 22.446  | 9,93   |      |        |     |
| Totals                                       | Totals                                            | Totals                                       | Totals                                       | 226.218 | 100,00 | —    | 6 / 6  | 0 = |
| Electorat (votants) i participació electoral | Electorat (votants) i participació electoral      | Electorat (votants) i participació electoral | Electorat (votants) i participació electoral | 264.433 | 85,54  | 5,22 |        |     |
| Font: Centre Informatique de l'État          |                                                   |                                              |                                              |         |        |      |        |     |